# 12 settembre
Il 12 settembre è il 255º giorno del calendario gregoriano (il 256º negli anni bisestili). Mancano 110 giorni alla fine dell'anno.
Negli anni precedenti quelli bisestili gregoriani è l'inizio dell'anno secondo il calendario copto e calendario etiopico.

## Eventi
- 490 a.C. – Possibile data della vittoria ateniese sui Persiani nella battaglia di Maratona
- 1185 – Isacco II Angelo viene proclamato imperatore bizantino dal popolo di Costantinopoli
- 1213 - Battaglia di Muret: battaglia decisiva della cosiddetta crociata albigese, che vide prevalere l'armata crociata di Filippo II di Francia guidata da Simone IV di Montfort sulle forze della Corona d'Aragona guidate da Pietro II d'Aragona e da i suoi alleati
- 1565 – Fine dell'Assedio di Malta
- 1661 – Luigi XIV sopprime la Sovrintendenza alle finanze sostituendola con il Consiglio reale delle finanze con a capo Jean-Baptiste Colbert
- 1683 – Con la vittoria nella battaglia di Vienna, l'esercito della Lega Santa pone fine all'assedio ottomano alla città austriaca
- 1827 – Nasce il quotidiano cileno El Mercurio a Valparaíso
- 1846 – Elizabeth Barrett fugge con Robert Browning[1]
- 1848 – La Confederazione elvetica adotta ufficialmente la prima costituzione federale e si trasforma in uno Stato liberale moderno
- 1890 – Fondazione di Salisbury (oggi Harare), in Rhodesia (oggi Zimbabwe)[2]
- 1919 – Impresa di Fiume: Gabriele D'Annunzio, a capo di 2500 legionari, al motto di «O Fiume o morte» occupa la città di Fiume
- 1920 – Si chiudono ad Anversa i Giochi della VII Olimpiade
- 1933 – Leó Szilárd, mentre aspetta a un semaforo rosso di Southampton Row, a Bloomsbury (Londra), concepisce l'idea di reazione nucleare a catena[3]
- 1938 – Adolf Hitler richiede l'autonomia per i tedeschi dei Sudeti, una regione della Cecoslovacchia[4]
- 1940 – Pitture rupestri sono scoperte nelle Grotte di Lascaux, in Francia
- 1942 – Affonda il transatlantico RMS Laconia
- 1943 – Benito Mussolini viene liberato dalla sua prigione a Campo Imperatore, sul Gran Sasso d'Italia, da un commando tedesco guidato dal maggiore dei paracadutisti Harald-Otto Mors e dal capitano delle SS, Otto Skorzeny
- 1944 – Le SS compiono l'Eccidio della caserma Mignone
- 1947 – Negli USA lo Screen Actors Guild adotta un giuramento di lealtà in chiave anti-comunista[senza fonte]
- 1953 – John Kennedy sposa Jackie Bouvier
- 1974 – L'imperatore etiope Hailé Selassié è deposto[5]
- 1977 - Muore Stephen Biko attivista sudafricano; la sua morte porterà il Sudafrica all'isolamento risolto con la presidenza di Nelson Mandela
- 1979 – Alle Universiadi del Messico, Pietro Mennea fissa il record mondiale sui 200 m che durò per ben 17 anni con il tempo di 19"72
- 1980 – Colpo di Stato militare in Turchia[6]
- 1981 – Inaugurazione ufficiale del Memorial JK, il mausoleo progettato da Oscar Niemeyer dov'è sepolto il presidente brasiliano Juscelino Kubitschek
- 1990 – Viene firmato il Trattato sullo stato finale della Germania tra la Repubblica Federale di Germania (RFT), la Repubblica Democratica Tedesca (DDR), e le quattro potenze che occuparono la Germania alla fine della seconda guerra mondiale; iniziò con esso il processo che portò alla Riunificazione tedesca
- 1992
  - Mae Carol Jemison diventa la prima donna afro-americana ad andare nello spazio[7]
  - L'esploratore Ambrogio Fogar è vittima di un incidente durante una spedizione: rimarrà paralizzato
- 2001 – In risposta agli Attentati dell'11 settembre 2001 contro gli USA, la NATO invoca, per la prima volta nella sua storia, l'articolo V del suo statuto che stabilisce che ogni attacco a uno stato membro è da considerarsi un attacco all'intera alleanza
- 2005 – Viene inaugurato il parco a tema Hong Kong Disneyland
- 2006 – Papa Benedetto XVI tiene la Lezione di Ratisbona che provoca violente reazioni da parte islamica.

## Nati
Ci sono circa 1 120 voci su persone nate il 12 settembre; vedi la pagina Nati il 12 settembre per un elenco descrittivo o la categoria Nati il 12 settembre per un indice alfabetico.

## Morti
Ci sono circa 500 voci su persone morte il 12 settembre; vedi la pagina Morti il 12 settembre per un elenco descrittivo o la categoria Morti il 12 settembre per un indice alfabetico.

## Feste e ricorrenze

### Civili
- Mennea Day
- Giornata internazionale per la Cooperazione Sud-Sud
- Giornata internazionale senza i sacchetti di plastica

### Religiose
Cristianesimo:
- Santissimo Nome di Maria
- Sant'Ailbeo (Albeo), vescovo di Emly
- Sant'Autonomo, vescovo e martire
- Santi Cronide, Leonzio e Serapione, martiri
- Sant'Eanswida di Folkestone, badessa benedettina
- Sant' Edvino di Deira
- San Francesco Ch'oe Kyong-hwan, martire
- San Guido di Anderlecht, pellegrino
- San Serapione di Catania, vescovo
- San Silvino di Verona, vescovo
- Beato Francesco Maqueda Lopez, seminarista, martire
- Beato Giacomo Bushati, sacerdote e martire
- Beata Maria Luisa Prosperi, benedettina
- Beato Pietro Sulpizio Cristoforo Faverge, religioso e martire
- Beato Tommaso Zumarraga, martire